# Gerbisdorf

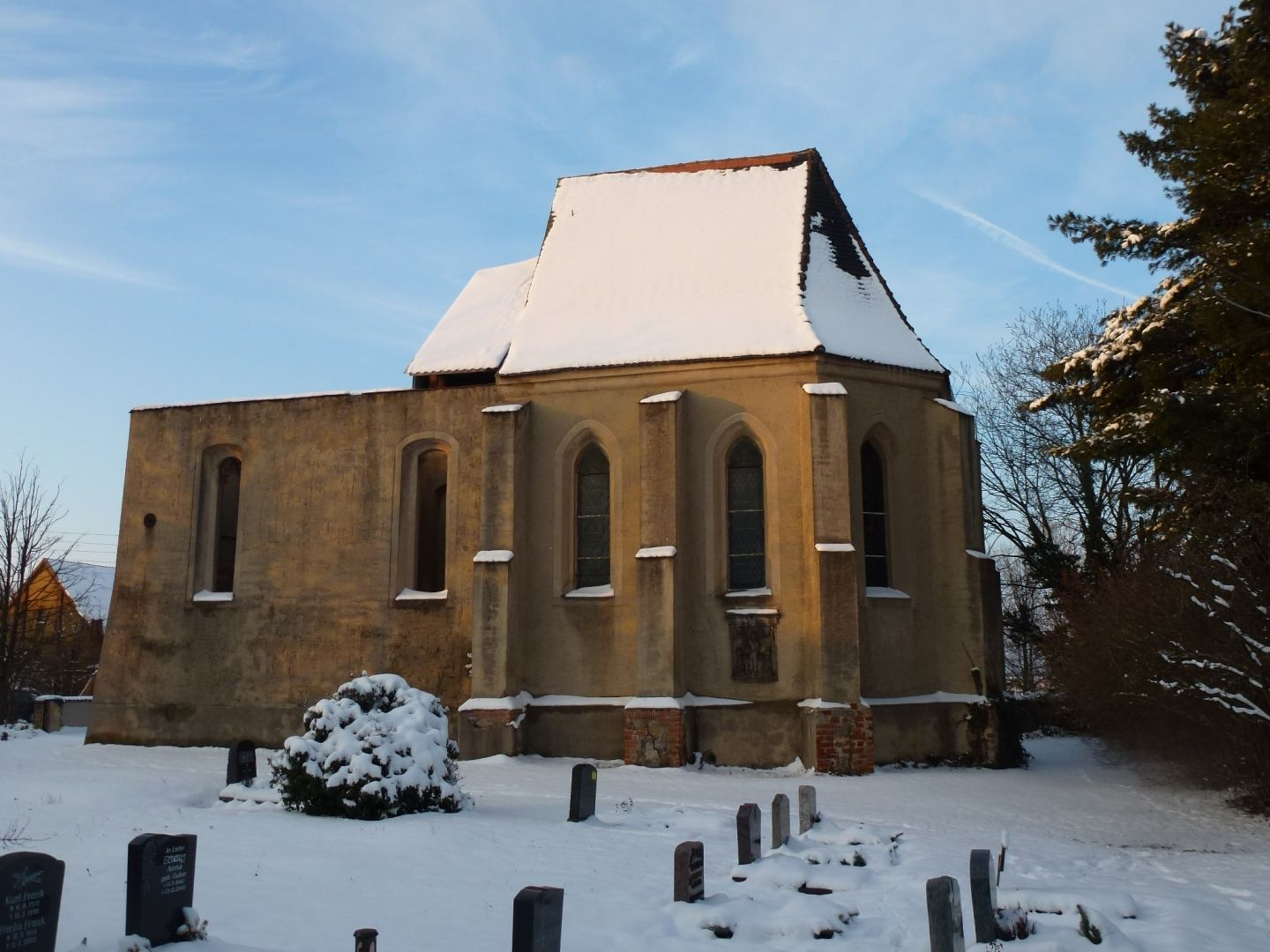
Kirche

Gerbisdorf ist ein Ortsteil der Stadt Schkeuditz im Landkreis Nordsachsen.

## Geografie
Gerbisdorf befindet sich in der Leipziger Tieflandsbucht nordwestlich von Leipzig. Im Norden des Orts liegt der Werbeliner See, im Osten der Schladitzer See, welche beide durch Renaturierung des Tagebaus Delitzsch-Südwest/Breitenfeld entstanden. Im Südwesten von Gerbisdorf liegt der Flughafen Leipzig/Halle.

## Geschichte
Der Ort wurde um 1350 als „Gerwesdorf“ bezeichnet. Gerbisdorf gehörte bis 1815 zum kursächsischen Amt Delitzsch. Durch die Beschlüsse des Wiener Kongresses kam der Ort zu Preußen und wurde 1816 dem Kreis Delitzsch im Regierungsbezirk Merseburg der Provinz Sachsen zugeteilt, zu dem er bis 1952 gehörte. Um 1880 lebten 170 Einwohner in Gerbisdorf. Im Zuge der Kreisreform in der DDR von 1952 wurde Gerbisdorf dem neu zugeschnittenen Kreis Delitzsch im Bezirk Leipzig zugeteilt, welcher 1994 im Landkreis Delitzsch aufging.
Am 1. Dezember 1973 wurde Gerbisdorf nach Freiroda eingemeindet. Dieses wurde 1994 mit Radefeld und Wolteritz zur neuen Gemeinde Radefeld zusammengeschlossen. Seit dem 1. Januar 1999 gehört die Gemeinde Radefeld zur in den Landkreis Delitzsch gewechselten Stadt Schkeuditz, wodurch Gerbisdorf seitdem ein Ortsteil der Stadt ist.

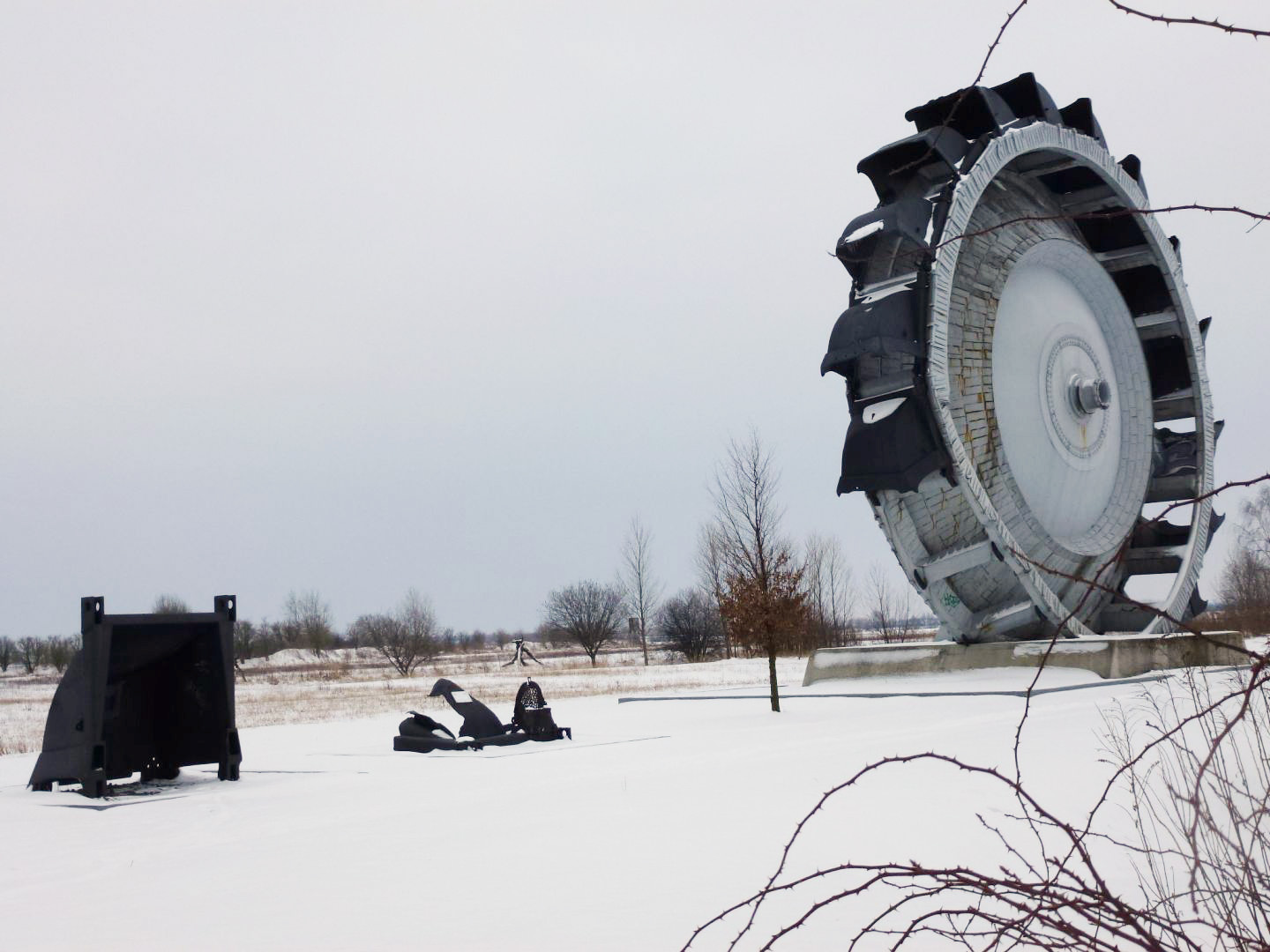
Technisches Denkmal Schaufelrad SRs 6300 aus dem ehemaligen Tagebau Breitenfeld

Durch den Aufschluss der Tagebaue Delitzsch-Südwest im Jahr 1976 und Breitenfeld im Jahr 1982 veränderte sich die Landschaft nördlich und östlich des Orts drastisch. Unweit des bisher landwirtschaftlich geprägten Orts entstanden die Tagesanlagen und der Montageplatz des Tagebaus Breitenfeld. Nach der vorzeitigen Schließung des Tagebaus Breitenfeld im Jahr 1991 und des Tagebaus Delitzsch-Südwest im Jahr 1993 begann die Renaturierung dieser Areale. Durch die Flutung der Tagebaurestlöcher befindet sich Gerbisdorf nun in der Nähe des Werbeliner Sees im Norden und des Schladitzer Sees im Osten. Ein Aussichtspunkt im Westen der aufgeforsteten Hochkippe ermöglicht die Sicht auf das 17 Meter hohe und 180 Tonnen schwere Schaufelrad des 1996 verschrotteten Baggers SRs 6300-1550. Dieser war während seiner kurzen Dienstzeit von 1989 bis 1990 einer der größten und leistungsstärksten Bagger der Welt.

## Kulturdenkmale
In der Liste der Kulturdenkmale in Schkeuditz sind für Gerbisdorf elf Kulturdenkmale aufgeführt.

## Wirtschaft
Nördlich des Ortskerns am Werbeliner Weg betreibt die Avimex Sachsen GmbH, ein Tochterunternehmen der WIMEX-Gruppe, mehrere Geflügelzuchtanlagen unter dem Namen Farm Gerbisdorf. Die Brüterei exportiert Eintagsküken und Eier.